# Плуваща батинела
Плуващите батинели (Bathynella natans) са вид висши ракообразни от семейство Bathynellidae.
Срещат се в подпочвените води в Централна и Западна Европа. Достигат дължина 1 – 2 милиметра и се хранят с детрит.